# 山本直弥
山本 直弥（やまもと なおや、1995年〈平成7年〉4月14日 - ）は、日本の俳優。和歌山県出身。青年劇場所属。

## 来歴
和歌山県出身。2022年、文学座付属演劇研究所卒業。同年、秋田雨雀・土方与志記念青年劇場所属。

## 舞台
- 「豚と真珠湾〜幻の八重山共和国〜」- 斎藤憐＝作　大谷賢治郎＝演出（桑原収）